# Rainbows (Alexandra Stan)
Rainbows è il quinto album in studio della cantante rumena Alexandra Stan, pubblicato il 29 aprile 2022 dall'etichetta discografica Universal Music Romania e per Victor Entertainment per il Giappone.
L'album è anticipato dai singoli I Think I Love It, Obsesii, Take Me Home, ''Tikari con il rapper LiToo, Come into My World con le DJ Australiane NERVO,Tokyo rilasciati tra il 2019 e 2021, Bad at Hating You e Cherry Lips rilasciati nel 2022. Il brano Kame Ha (con Ana Tobor) è stato aggiunto alle playlist più importanti di Spotify per promuovere l’album. 
A maggio 2022 verrà pubblicata una versione Deluxe esclusiva per il mercato giapponese contenente dei remixes inediti dei singoli.

## Tracce
1. Rainbows – 1:51
2. Come into My World (feat. NERVO) – 3:12
3. It's My Life – 3:11
4. I Think I Love It – 3:00
5. Tikari (feat. LiToo) – 2:34
6. Kame Ha (feat. Ana Tobor) – 2:56
7. Tokyo – 3:02
8. Boy, Bye! – 2:43
9. Bad at Hating You – 3:20
10. Cherry Lips – 3:06
11. Lie – 3:11
12. Outro – 0:50
13. Obsesii – 3:34
14. Aleasa – 2:53
15. Take Me Home – 4:45